# Tete Loeper
Pour les articles homonymes, voir Tete.
Tete Loeper pseudonyme de Divine Gashugi Umulisa (née en 1990 à Huye, Rwanda), est une auteure, journaliste, actrice et éducatrice rwando-allemande,. Elle est notamment reconnue pour son engagement dans le programme AMAHORO!, un projet visant à renforcer les partenariats scolaires entre le Bade-Wurtemberg (Allemagne) et le Burundi, tout en promouvant les échanges culturels et éducatifs.

## Biographie

### Formation et Jeunesse
Tete Loeper, de son vrai nom Divine Gashugi Umulisa, est une artiste, communicante, actrice et éducatrice rwando-allemande. Elle a étudié au Groupe scolaire Sainte Bernadette et au Groupe scolaire officiel de Butare, où elle a obtenu un diplôme d'art. En 2009, elle a commencé sa carrière en tant que scénariste pour la série radiophonique Urunana et comme actrice dans des productions théâtrales locales et internationales, notamment Roméo et Juliette, où elle a interprété le rôle principal. En 2013, elle a obtenu une licence en journalisme et communication de l'Université nationale du Rwanda,.
Originaire du Rwanda, Tete Loeper a vécu en exil pendant le génocide des Tutsi au Burundi et en République démocratique du Congo. Une expérience qui a marqué sa compréhension des dynamiques socioculturelles de la région des Grands Lacs. Ce parcours personnel a fortement influencé son engagement en faveur de l'éducation et des échanges interculturels,.

### Carrière
Tete Loeper commence sa carrière en tant que journaliste, en écrivant sur des thèmes liés à la société, l'éducation et les droits humains.
Depuis 2022, elle occupe le poste de coordinatrice du programme AMAHORO!, mis en place par le Bade-Wurtemberg (Allemagne). Ce programme vise à renforcer les partenariats éducatifs entre élèves allemands et burundais.
Tete Loeper a également participé, pendant plus de dix ans, à des projets créatifs et éducatifs avec des jeunes burundais, en particulier dans les domaines de l'art et de l'éducation,.

## Contributions
Tete Loeper milite pour une éducation inclusive et pour la visibilité des programmes éducatifs internationaux. Son travail contribue à renforcer la compréhension mutuelle entre l'Allemagne et les pays d'Afrique de l'Est.

## Ouvrages
- Barfuß in DeutschlandBarfuß in Deutschland explore les défis de l'immigration à travers l’histoire de Mutoni, une jeune femme rwandaise[13],[14],[15]

## Articles Connexes
- Culture du Rwanda
- Liste d'écrivains de langue allemande
- Liste d'écrivains rwandais
- Liste de personnes militant pour le droit des femmes
- Littérature du Rwanda